# Rolf Singer
Rolf Singer (n. 23 iunie 1906, Schliersee – d. 18 ianuarie 1994, Chicago) a fost unul dintre cei mai renumiți micologi ai secolului al XX-lea precum profesor universitar de origine germană. Abrevierea numelui său în cărți științifice este Singer.

## Biografie
Fiul pictorului de animale, peisaje și scene vânătorești Albert Singer (1869-1922) a urmat mai întâi liceul din Pasing (astăzi München) și apoi cel din Amberg. Din anul 1922, încă elev de 16 ani, a început să publice primele 5 lucrări micologice, între ele o monografie despre genul Russula. După bacalaureat a studiat chimia la Universitatea din München (1925-1927, diplomă), apoi botanica la Universitatea din Viena sub cunoscutul profesor Richard Wettstein, Ritter von Westersheim (1863-1931), unde a promovat ca ultimul student al aceluia, cu o teză care a cuprins o a doua monografie asupra genului de ciuperci sus numit (1931). În acest timp (1928) a avut posibilitatea să participe la două excursii în Caucaz aranjate de „Academia de Științe din Viena”. Rezultatele le-a documentat în două publicații mai mari. Mai departe, Singer a fost participant la prima ascensiune a muntelui Giultschi (4475 m) in alpi (1929). După studiul s-a mutat din nou la München.
După preluarea puterii de stat prin naziști, el a fost nevoit să părăsească țara din motive politice, refugiindu-se mai întâi la Viena, unde s-a căsătorit cu sculptorița Martha Kupfer (n. 15 decembrie 1910, Viena – d. 8 ianuarie 2003, Encinitas, California), pe care o cunoscuse deja din tipul vieții sale studențești. După ce Austria i-a oferit refugiu numai pe termen foarte scurt, Singer a plecat împreună cu nevasta la Barcelona, unde a lucrat ca profesor de asistență la „Universitatea autonomă” de acolo. După ce statul german a cerut extrădarea lui în 1934, Singer a fost arestat, dar nu predat nemților, mult mai mult i-a fost făcut posibilă plecarea în Franța, la Paris. Acolo a căpătat un stipendiu al Muséum national d’histoire naturelle. Dar nici stipendiul nu a putut împiedica intenția sa de a lucra în URSS. Astfel a părăsit Franța la sfârșitul anului 1935.
La începutul anului 1936, Singer preluat o funcție științifică la grădina botanică al Academiei Rusă de Științe, devenind repede unul din cei mai importanți colaboratori. În același an s-a născut singurul său copil, Amparo Heidi. Colaborarea strânsă cu B. A. Bondarzev a condus la un pas important înainte în sistematica familiei de bureți Polyporaceae. Mai departe a scris o a doua teză (în limba rusă) referitoare la taxonomia ordinului Agaricales, ea fiind baza operei sale monumentale din 1948/1962. În timpul ocupației lui a făcut mai multe excursii micologice prin Siberia, Munții Altai și Karelia. După invazia armatei germane, dar mai înainte de Asediul Leningradului, a părăsit Uniunea Sovietică, emigrând peste Vladivostok și Hawaii în California.
Din 1941, a urmat perioada de profesură și de studii în America. El a petrecut șapte ani la Farlow Herbarium al Universității Harvard, mai întâi ca colaborator științific, apoi ca director adjunct și după moartea lui David Linder ca director. În acest timp, i-a fost acordat o bursă Guggenheim în Florida și a predat botanica la „Universitatea din Virginia”. În 1948 a părăsit Harvard pentru a prelua un post de profesor la „Universitatea Națională” din  Tucuman, Argentina. În 1961 a devenit profesor la Universitatea din Buenos Aires. Au urmat vizite de studiu în Chile și Brazilia. În timpul petrecut în America de Sud Singer a adunat colecții extinse de ciuperci împreună cu soția și fiica lui. În 1968 a fost chemat de Field Museum of Natural History al „Universității Illinois” din Chicago, unde a lucrat, întrerupt de două vizite de cercetare la Lausanne (1970-1971) și Manaus (1976-1978) precum un angajament la Viena (vezi mai jos) până la pensionare.
În 1979 savantul preluat pentru mai multe luni funcția unui profesor invitat la „Institutul de Botanică” al Universității din Viena. Acest sejur a inițiat înființarea ierbarului societății și a dat membrilor ei un nou stimul puternic pentru a se dedica pe lângă activității de învățământ popular de asemenea intensiv micologiei științifice.
Singer a fost un om de știință foarte productiv. În cariera sa lungă, a descris mai mult de 2460 de specii și subspecii din 222 de genuri și a publicat peste 440 de lucrări științifice în 9 limbi diferite, privind nomenclatura micologică sistematică, etnomicologia precum ecologia ciupercilor. Dar cea mai prestigioasă lucrare a rămas The Agaricales in Modern Taxonomy (1948/prim editată 1951, ediție completă cu 915 de pagini și 73 de plăci, 1962), care a devenit cartea științifică de bază pentru ciupercile din familia Agaricales.

## Denumiri taxonomice în onoarea lui Singer
Mulți taxoni au fost denumiți în onoarea lui Singer:

### Genuri
- Singera Bat. & J.L. Bezerra 1960, în prezent Vermiculariopsiella, Helminthosphaeriaceae
- Singerella Harmaja 1974, în prezent Clitocybe, Tricholomataceae
- Singeriella Petr. 1959, în prezent Blasdalea, Vizellaceae
- Singerina Sathe & S.D. Deshp. 1981, Agaricaceae
- Singerocybe Harmaja 1988, în prezent Clitocybe, Tricholomataceae
- Singeromyces M.M. Moser 1966, Boletaceae

### Specii
| - Agaricus singeri Heinem. 1962, Agaricaceae - Amanita singeri Bas. 1969, Amanitaceae - Ascobolus singeri Brumm. 1967, Ascobolaceae - Boletellus singeri Gonz.-Velázq. 1992, Boletaceae - Bovista singeri V.L. Suárez & J.E. Wright 1994, Agaricaceae - Catathelasma singeri Mitchel & A.H. Sm. 1978, Tricholomataceae - Conocybe singeriana Hauskn. 1996, Bolbitiaceae - Cordyceps singeri Mains 1954, Cordycipitaceae - Cortinarius singeri M.M. Moser 1975, Cortinariaceae - Cortinarius singerianus Peintner 2003, Cortinariaceae - Crepidotus singerianus Courtec. 1985, în prezent Crepidotus paxilloides, Inocybaceae - Dasyscyphus singerianus Dennis 1959, în prezent Lachnum singerianum, Lachnaceae | - Disciseda singeri Z. Moravec 1954, Agaricaceae - Favolaschia singeriana Dennis 1952, Mycenaceae - Helotium singeri Dennis 1959, Helotiaceae - Hohenbuehelia singeri Albertó & Fazio 1998, Pleurotaceae - Hohenbuehelia singeriana Contu & Padovan 2009, Pleurotaceae - Hydnellum singeri Maas Geest. 1969, Bankeraceae - Hydnocystis singeri Gilkey 1962, Pyronemataceae - Hygrophorus singeri A.H. Sm. & Hesler 1954, Hygrophoraceae - Laccaria singeri Ballero & Contu 1989, în prezent Laccaria bisporigera, Hydnangiaceae - Laccaria singeri Locq. & Sarwal 1983, Hydnangiaceae - Leccinum singeri A.H. Sm. & Thiers 1971, Boletaceae | - Lentinellus singeri E. Horak 1980, Auriscalpiaceae - Lepista singeri Guzmán 1982, în prezent Lepista yukatensis, Tricholomataceae - Lepista singeri Harmaja 1974, în prezent Clitocybe singeri, Tricholomataceae - Marasmius singeri Guzmán 1974, în prezent Marasmius singeri, Marasmiaceae - Melasmia singeri Petr. 1953, o anamorfă Rhytisma - Meliola singeri Petr. 1963, Meliolaceae - Mycena singeri Lodge 1988, Mycenaceae - Nematostoma singeri Petr. 1955, Pseudoperisporiaceae - Phaeocollybia singeri Guzmán, Bandala & Montoya 1989, Cortinariaceae - Phyllogloea singeri Lowy 1961, Phragmoxenidiaceae - Prospodium singeri Petr. 1957, Uropyxidaceae | - Psathyrella singeri A.H. Sm. 1972, Psathyrellaceae - Psilocybe singeri Guzmán 1979, Strophariaceae - Psilocybe singeriana Guzmán 1983, Strophariaceae - Puccinia singeri J.C. Lindq. 1952, Pucciniaceae - Russula singeri R. Heim 1938, Russulaceae - Russula singeriana Bon 1986, în prezent Russula risigallina, Russulaceae - Sericeomyces singeri Bon ex Contu & Signor. 1998, în prezent Leucoagaricus singeri, Agaricaceae - Tricholoma singeri Kühner 1980, în prezent Porpoloma sejunctum, Tricholomataceae - Tricholoma singeri Kuthan 1982, Tricholomataceae - Tyromyces singeri Ryvarden 1987, Polyporaceae - Underwoodia singeri Gamundí & E. Horak 1979, Pezizales |

## Ciuperci denumite de Singer (selecție)
| - Amyloflagellula, gen, Singer (1966) - Aphyllotus, gen, Singer (1974) - Baeospora, gen, Singer (1938) - Chaetocalathus, gen, Singer (1943) - Chroogomphus, gen, (Singer, 1946) O.K.Miller (1964) - Cystoagaricus, gen, Singer - Cystoderma, gen, Singer - Cystogomphus, gen, Singer - Epicnaphus, gen, Singer (1960) - Gerronema, gen, Singer (1951) - Gloeocantharellus, gen, Singer - Hydropus, gen, Singer (1948) - Lactocollybia, gen, Singer (1939) - Lampteromyces, gen, Singer (1947) - Leucopaxillus, gen, Singer - Macrolepiota, gen, Singer - Macrometrula, gen, Donk & Singer - Manuripia, gen, Singer (1960) - Nothopanus, gen, Singer (1944) - Palaeocephala, gen, Singer (1962) - Pleurocybella, gen, Singer (1947) - Pseudoclitocybe, gen, Singer (1962) - Rhodocollybia, gen, Singer (1939) - Strobilurus, gen, Singer - Hygrocybe sect. Tristes, secție (Bataille) Singer (1951) - Hygrocybe subsect. Coccineae, subsecție (Bataille) Singer (1951) - Hygrocybe subsect. Squamulosae, subsecție (Bataille) Singer (1951) - Agrocybe dura - Amanita murrilliana - Baeospora myosura - Catathelasma imperiale (P.Karst. Singer (1940) - Chroogomphus helveticus (Singer, 1950) M.M.Moser (1967) - Clavulina angustisperma (1969) - Clavulina floridana (1950) - Cystogomphus humblotii - Flammulina velutipes - Gloeocantharellus purpurascens (Hesler) Singer - Gomphidius septentrionalis - Gomphidius smithii - Hemimycena cucullata | - Hygrocybe flavescens (Kauffman) Singer (1951) - Hygrocybe fornicata (Fr.) Singer (1951) - Hygrocybe quieta (R.Kühner) Singer (1951) - Kuehneromyces mutabilis - Laccaria maritima (Theodor.) Singer - Leccinum duriusculum - Lyophyllum conatum (Schumach.) Singer (1939) - Lyophyllum decastes - Macrolepiota mastoidea - Macrolepiota procera - Macrolepiota bonaerensis - Macrolepiota kerandi - Macrolepiota rhacodes - Oudemansiella radicata, în prezent Hymenopellis radicata - Phellinus pini, în prezent Porodaedalea pini - Pholiota alnicola în prezent Flammula alnicola - Pleurocybella porrigens - Pluteus agriensis Singer (1977) - Pluteus agriensis Singer (1977) - Pluteus albostipitatus (Dennis) Singer (1959) - Pluteus amazonicus Singer (1989) - Pluteus amphicystis Singer (1959 - Pluteus angustisporus Singer (1959) - Pluteus aporpus Singer [1954) - Pluteus aquosus Singer (1956) - Pluteus argentinensis Singer (1956) - Pluteus beniensis Singer (1959) - Pluteus bruchii (Speg.) Singer (1951) - Pluteus burserae Singer (1959) - Pluteus cinerellus Singer (1956 ) - Pluteus circumscissus Singer (1959) - Pluteus defibulatus Singer (1952) - Pluteus dennisii Singer (1989) - Pluteus diptychocystis Singer (1954) - Pluteus dominicanus Singer (1961) - Pluteus eliae Singer (1959) - Pluteus espeletiae Singer (1961) - Pluteus eucryphiae Singer (1969) - Pluteus eupigmentatus Singer (1959) - Pluteus exilis Singer (1989) - Pluteus fallax Singer (1959) | - Pluteus fastigiatus Singer (1952) - Pluteus fernandezianus Singer (1959) - Pluteus fibulatus Singer (1951) - Pluteus fluminensis Singer (1959) - Pluteus glaucus Singer (1961) - Pluteus globiger Singer (1951) - Pluteus glutinosus Singer (1989) - Pluteus haywardii Singer (1956) - Pluteus hendersoniensis Singer (1989) - Pluteus hiemalis Singer (1959) - Pluteus hololeucus Singer (1956) - Pluteus hongoi Singer (1989) - Pluteus horridus Singer (1973) - Pluteus hylaeicola Singer (1989) - Pluteus iguazuensis Singer (1956) - Pluteus keissleri Singer (1929) - Pluteus kuthanii Singer (1989) - Pluteus laetus Singer (1959) - Pluteus leaianus Singer (1973) - Pluteus leucocyanescens Singer (1973) - Pluteus lilacinus (Sacc.) Singer (1961) - Pluteus maculosipes Singer (1961) - Pluteus major Singer (1989) - Pluteus melanopotamicus Singer (1989) - Pluteus mesosporus Singer (1961) - Pluteus microsporus (Dennis) Singer (1956) - Pluteus neophlebophorus Singer (1959) - Pluteus nigropallescens Singer (1961) - Pluteus oligocystis Singer (1959) - Pluteus paraensis Singer (1973) - Pluteus petasatus (Fr.) Gillet (1876) - Pluteus pluvialis Singer (1959) - Pluteus polycystis Singer (1959) - Pluteus pouzarianus Singer (1983) - Pluteus riberaltensis Singer (1959) - Pluteus ricardii Singer (1969) - Pluteus rimosoaffinis Singer (1879) - Pluteus rimosellus Singer (1951) - Pluteus riograndensis Singer (1953) - Pluteus rubrotomentosus Singer (1959) | - Pluteus rugososulcatus Singer (1959) - Pluteus sancti-xaverii Singer (1959) - Pluteus sapiicola Singer (1959) - Pluteus sergii Singer (1959) - Pluteus seticeps (G.F.Atk.) Singer (1959) - Pluteus spegazzinianus Singer (1952) - Pluteus stephanobasis Singer (1959) - Pluteus subfibrillosus Singer (1959) - Pluteus subminutus Singer (1959) - Pluteus substigmaticus Singer (1959) - Pluteus sulcatus Singer (1951) - Pluteus triplocystis Singer (1973) - Pluteus tucumanus Singer (1951) - Pluteus umbrinoalbidus Singer (1953 - Pluteus variipes Singer (1989) - Pluteus varzeicola Singer (1989) - Pluteus venosus Singer (1959) - Pluteus viscidulus Singer (1951) - Pluteus xanthopus Singer (1958) - Pluteus xylophilus (Speg.) Singer (1951) - Pluteus yungensis Singer (1959) - Pseudoclitocybe cyathiformis Bull. Singer (1956) - Psilocybe silvatica - Pulveroboletus hemichrysus - Pulverobolutus gentilis, în prezent Aureoboletus gentilis - Russula mairei - Scutiger cristatus, în prezent Albatrellus cristatus - Scutiger confluens, în prezent Albatrellus confluens - Strobilurus conigenoides - Strobilurus esculentus - Strobilurus stephanocystis - Suillus grevillei (Klotzsch) Singer (1945) - Suillus placidus (Bonorden) Singer (1945) - Suillus tridentinus (Bres., 1881) Singer (1945) - Tricholoma moseri Singer (1989) - Tricholomopsis rutilans - Volvariella bombycina - Volvariella speciosa - Volvariella surrecta - Xerocomus boudieri, Singer 1942 |

## Publicații științifice (selecție)[11]
| - Monographie der Gattung Russula, Editura C. Heinrich, Dresden 1926 - A monograph on the genus Leucopaxillus Boursier, Editura University of Michigan Press, Michigan 1943 - Die Pilze Mitteleuropas, Editura Th. Bade, Berlin 1952 - The Agaricales in Modern Taxonomy, Editura J. Cramer, Weinheim 1962 (915 p.), publicat originar în revista argentiniană Lilloa în 1949 - Die Gattung Gerronema, Editura J. Cramer, Vaduz 1964 - Die Röhrlinge (Die Boletaceae), cu 26 de table colorate, vol. 1, Editura J. Klinkhardt, Bad Heilbrunn 1965 - Die Röhrlinge (Die Boletoideae und Strobilomycetaceae), cu 26 de table colorate, vol. 2, Editura J. Klinkhardt, Bad Heilbrunn 1967 - Mycoflora Australis, Editura J. Cramer, Vaduz 1969 - Omphalinae (Clitocybeae-Tricholomataceae Basidiomycetes), Editura Hafner Pub. Co., New York 1970 - Phaeocollybia (Cortinariaceae-Basidiomycetes), Editura Hafner Pub. Co., New York 1970 - Strobilomycetaceae (Basidiomycetes), Editura Hafner Pub. Co., New York 1970 - The genera Marasmiellus, Crepidotus and Simocybe in the neotropics, Editura J. Cramer, Vaduz 1973 | - A monograph of Favolaschia, Editura J. Cramer, Vaduz 1974 - The Agaricales in modern taxonomy, Editura J. Cramer, Vaduz 1975 - Interesting and New Species of Basidiomycetes from Ecuador, Editura J. Cramer, Vaduz 1975 - Marasmieae (Basidiomycetes-Tricholomataceae), Editura Organization for Flora Neotropica by the New York Botanical Garden, Bronx (NY) 1976, ISBN 0893270091 - The Boletineae of Florida, Editura J. Cramer, Vaduz 1977 - Hydropus (Basidiomycetes, Tricholomataceae, Myceneae), Editura New York Botanical Garden, New York 1982 - The Ectotrophically Mycorrhizal Fungi of the Neotropical Lowlands, Especially Central Amazonia, Editura Lubrecht & Cramer Limited, Vaduz 1983, ISBN 978-3-76825-4-779 - The Agaricales in Modern Taxonomy, Editura Koeltz Scientific Books, Königstein im Taunus 1986, ISBN 978-3-87429-2-542 - Mushrooms and Truffles: Botany, Cultivation, and Utilization, Editura Koeltz Scientific Books, Königstein im Taunus 1987, ISBN 978-3-87429-2-580 (coautor: Bob Harris) - The Boletineae of Mexico and Central America I, II, Editura J. Cramer, Vaduz 1990 - The Boletineae of Mexico and Central America III, Editura J. Cramer, Vaduz 1991 |